# Lijst van voetbalinterlands Rwanda - Zuid-Soedan
Deze lijst van voetbalinterlands is een overzicht van alle officiële voetbalwedstrijden tussen de nationale teams van Oeganda en Zuid-Soedan. De landen hebben tot op heden twee keer tegen elkaar gespeeld. De eerste ontmoeting, een kwalificatiewedstrijd voor het African Championship of Nations 2024, werd gespeeld in Juba op 22 december 2024. Het laatste duel, de returnwedstrijd in dezelfde kwalificatiereeks, vond plaats op 28 december 2024 in Kigali.

## Wedstrijden
| № | Plaats | Datum            | Competitie                                        | Wedstrijd            | Uitslag |
| - | ------ | ---------------- | ------------------------------------------------- | -------------------- | ------- |
| 1 | Juba   | 22 december 2024 | African Championship of Nations 2024 kwalificatie | Zuid-Soedan − Rwanda | 3 − 2   |
| 2 | Kigali | 28 december 2024 | African Championship of Nations 2024 kwalificatie | Rwanda − Zuid-Soedan | 2 − 1   |

## Samenvatting
| Competitie                                   | Totaal gespeeld | Winst Rwanda | Gelijk | Winst Zuid-Soedan | Doelsaldo Rwanda – Zuid-Soedan |
| -------------------------------------------- | --------------- | ------------ | ------ | ----------------- | ------------------------------ |
| African Championship of Nations-kwalificatie | 2               | 1            | 0      | 1                 | 4 − 4                          |
| Totaal                                       | 2               | 1            | 0      | 1                 | 4 − 4                          |

FERWAFA · Rwandees vrouwenelftal
1976 – 1989 · 
1990 – 1999 · 
2000 – 2009 · 
2010 – 2019 ·
2020 − 2029
Algerije ·
Angola ·
Benin ·
Botswana ·
Burundi ·
Centraal-Afrikaanse Republiek ·
Congo-Brazzaville ·
Congo-Kinshasa ·
Djibouti ·
Egypte ·
Equatoriaal-Guinea ·
Eritrea ·
Ethiopië ·
Gabon ·
Ghana ·
Guinee ·
Ivoorkust ·
Kaapverdië ·
Kameroen ·
Kenia ·
Lesotho ·
Liberia ·
Libië ·
Madagaskar ·
Malawi ·
Mali ·
Marokko ·
Mauritanië ·
Mauritius ·
Mozambique ·
Namibië ·
Nigeria ·
Oeganda ·
Senegal ·
Seychellen ·
Soedan ·
Somalië ·
Tanzania ·
Togo ·
Tunesië ·
Zambia ·
Zimbabwe ·
Zuid-Afrika ·
Zuid-Soedan
SSFA · Zuid-Soedanees vrouwenelftal
Interlands
Tegenstander:
Benin ·
Botswana ·
Burkina Faso ·
Burundi ·
Congo-Brazzaville ·
Congo-Kinshasa ·
Djibouti ·
Egypte ·
Equatoriaal-Guinea ·
Ethiopië ·
Gabon ·
Gambia ·
Jordanië ·
Kameroen ·
Kenia ·
Malawi ·
Mali ·
Mauritanië ·
Mozambique ·
Oeganda ·
Oezbekistan ·
Rwanda ·
Sao Tomé en Principe ·
Senegal ·
Seychellen ·
Soedan ·
Somalië ·
Togo ·
Zuid-Afrika